# خوانا دي لا كونسيبسيون
خوانا دي لا كونسيبسيون (بالإنجليزية: Juana de la Concepción)‏ (1598، أنتيغوا غواتيمالا في غواتيمالا - 1668، أنتيغوا غواتيمالا في غواتيمالا)؛ موسيقية وشاعرة غواتيمالية.